# Regeringen i Moskva
Regeringen i Moskva (russisk: Правительство Москвы) er den højeste udøvende statslige myndighed i Moskva og ledes af Moskvas borgmester.
Medlemmerne af regeringen i Moskva er byens borgmester, viceborgmestre og ministre. Regeringen i Moskva udsteder forordninger, der underskrives af borgmesteren. Regeringen i Moskva er en juridisk person, hvis struktur og funktion er fastlagt i Moskva-loven, der er vedtaget af Moskvas byduma.
Ifølge den russiske forfatning er Moskva et selvstændigt føderalt subjekt i Den Russiske Føderation. Moskva tilhører gruppen af byer af føderal betydning.

## Eksterne links
- Officiel hjemmeside Arkiveret 12. juli 2016 hos  Wayback Machine